# Fly Linhas Aéreas

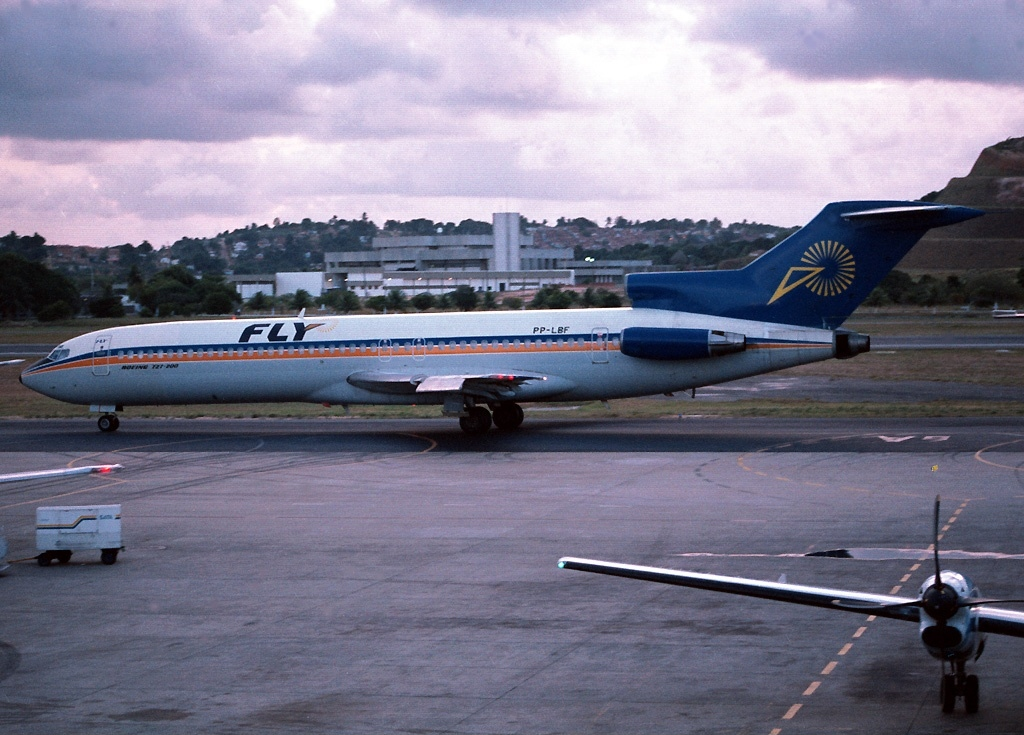
Fly Linhas Aéreas Boeing 727-200, Recife, 1998

A Fly Linhas Aéreas foi uma Companhia aérea de baixo custo (inglês: low cost / low fare) com sede no Rio de Janeiro, cujos destinos eram Natal, Recife, Fortaleza e Guarulhos e diversos voos charters para o nordeste do Brasil e Caribe.
Encerrou suas operações em dezembro de 2005.

## História
Nasceu como uma empresa charter, mas com o passar do tempo começou a realizar voos regulares. Embora tivesse sido uma empresa de baixo custo, oferecia um serviço diferenciado e de alta qualidade em seus voos.
A empresa durou cerca de 11 anos, e nos primeiros anos desfrutou de um bom crescimento e uma grande ocupação. Mas sua sorte começou a mudar em 1999 devido à crise cambial, quando a ocupação caiu e os custos dos Boeing 727, que tinham sido escolhidos por ser o melhor tipo de avião para o modelo de negócios da empresa, subiram vertiginosamente. Assim, a empresa iniciou o ano 2000 com excelente aproveitamento de sua única aeronave (avião arrendado da Royal Air Maroc), o que gerou receita suficiente para a compra de uma segunda aeronave Boeing 727-200 (comprada no mercado americano), inclusive com o que seria denominado de FLY-CLASS (espécie de primeira classe).
Os voos da empresa já chegavam a Recife e João Pessoa), além de São Paulo, Rio de Janeiro, Natal e Fortaleza (e previsão de alcançar Belém e Brasília). O sucesso da FLY era tão grande que a própria VARIG chegou a fazer uma oferta de compra da empresa, imediatamente recusada por seus donos. Quase que no mesmo horário em que decolava do Rio de Janeiro em direção ao nordeste, a FLY era acompanhada pela VARIG para os mesmos destinos e, enquanto a FLY saia totalmente lotada de passageiros, a VARIG decolava com um aproveitamento abaixo da metade da capacidade de sua aeronave.
A situação chegou ao extremo depois da crise que a aviação enfrentou após os atentados de 11 de setembro de 2001 e posteriormente devido ao avanço da novata Gol Linhas Aéreas, que bem capitalizada e com uma frota de Boeing 737 bem mais moderna, avançada e econômica, além das tarifas inferiores praticadas pela mesma, a Fly não encontrou mais espaço e acabou encerrando suas operações. Após isso, ainda chegou a realizar voos fretados, mas durou pouco tempo.

## Frota
A Fly Linhas Aéreas operava aeronaves Boeing 727-200 com capacidade para 162 passageiros, distribuídos em filas de 3 a 3 poltronas com um corredor.
| Prefixo | Aeronave | Status            |
| ------- | -------- | ----------------- |
| PP-LBF  | B727-2B6 | DESMONTADO EM GRU |
| PP-JUB  | B727-227 | ABANDONADO EM GIG |
| PP-BLS  | B727-224 | ABANDONADO EM GIG |
| PP-BLR  | B727-243 | ABANDONADO EM GRU |